# Pays d'Arles (PETR)
Ne doit pas être confondu avec Pays d'Arles.
Le Pays d'Arles est une structure territoriale issue de la loi Voynet et gérée par un syndicat mixte. Situé dans la partie ouest du département des Bouches-du-Rhône (il couvre toute la partie du département qui est hors de la Métropole d'Aix-Marseille-Provence), le territoire recouvre 29 communes. Le 5 septemple 2017, le syndicat mixte du Pays d'Arles devient un pôle d'équilibre territorial et rural par arrêté prefectoral.

## Composition

### Intercommunalités
- Communauté d'agglomération Arles-Crau-Camargue-Montagnette
- Communauté d'agglomération Terre de Provence
- Communauté de communes Vallée des Baux-Alpilles

### Parcs naturels régionaux
- Parc naturel régional de Camargue
- Parc naturel régional des Alpilles